# 滝行

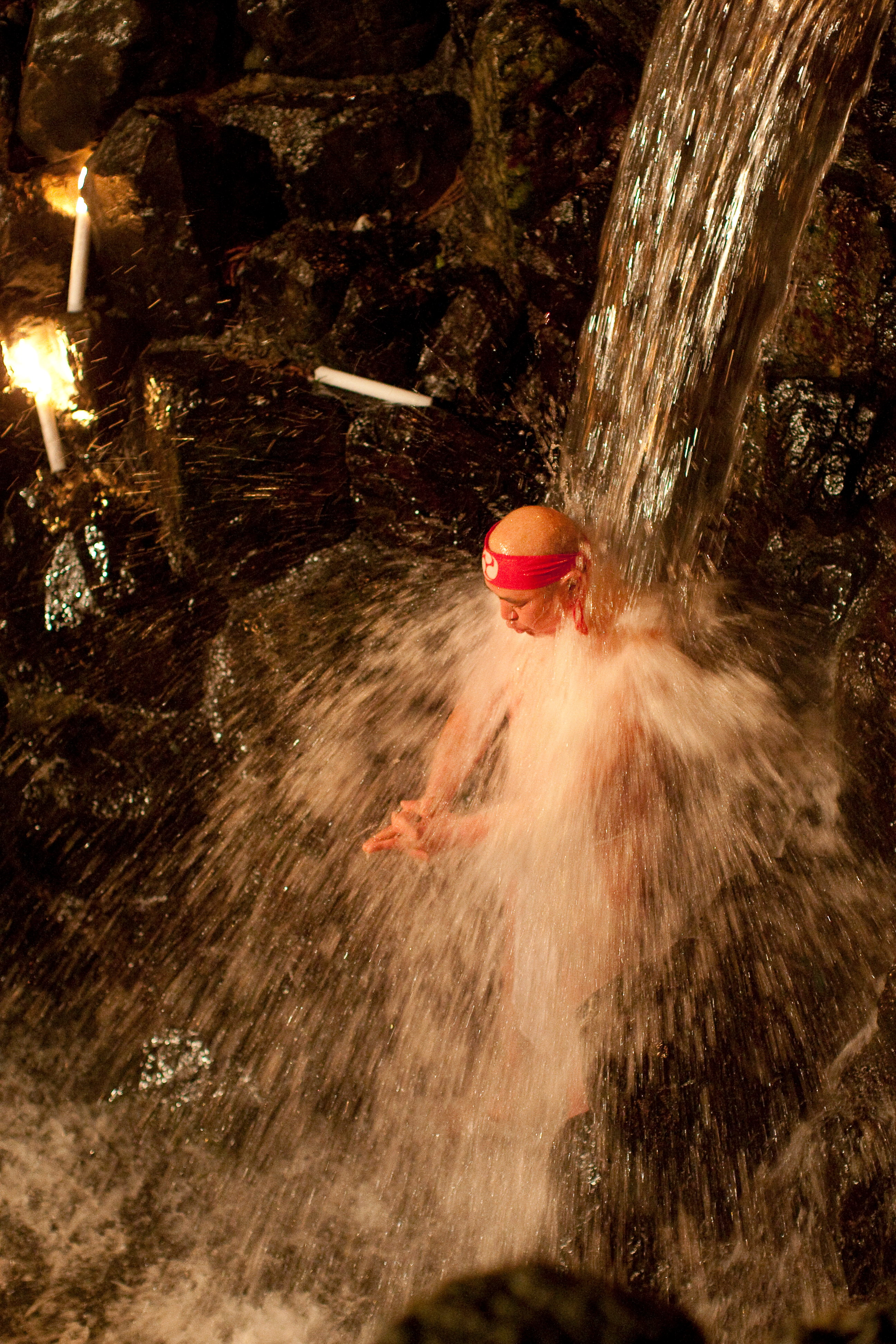
滝行の様子（鈴鹿市・椿大神社）

滝行（たきぎょう）とは滝に入って行う修行のこと。垢離の一種で、水行と呼ばれることもある。

## 概要
鎌田東二は滝行の定義を「滝行とは、滝場に顕現する神仏や諸霊への畏怖・畏敬の念に基づき、滝の水流を全身に受けることにより、 ある目的（解脱・霊験・法力・活力を得る、 悩みの解除・祓い、 武道やスポーツの技量の向上など）を達成すべく、 心身を鍛錬する日本の伝統的な身体技法である」としている。
歴史的に見ると、『古事記』『日本書紀』の中に禊の様子が書かれている。奈良時代に役小角を開祖とする修験道が全国に広まり、その修行方法の一つとして水行・滝行が行われるようになった。明治時代には禊が復活して、川面凡児が作法を実践した。鎌田東二(2011)の研究によると、滝行の始まりをはっきりと特定することは困難で、あくまでも伝承であるが、裸形上人による那智滝での滝行が始まりとされる。「那智滝」は瀧篭修行の行場として扱われた48の滝の総称であり、そこで裸形上人、生仏上人、浄蔵、花山院、文覚らが修行したとされるほか、915年（延喜15年）に浄蔵が3年間籠居したとされる。また『熊野山略記』には「那智山者、神龍之伏地、 胎金之権跡也」とあり、裸形上人のほか、役小角、 空勝上人、朗善和尚、蓮寂上人、叡豪上人らが滝行を行なったとの記載や、花山院が那智の二の滝に籠もって千日滝籠行をしたという伝承が伝えられている。

## 文化
古より日本独特の山岳信仰を拠り所とする滝への崇敬から、密教や山伏の修験道、神道の禊や仏教の垢離など修行方法の一つとして行われている。夏の暑い日に涼を得るための口実として滝行を行う場合もある。現代においては、スポーツ選手の鍛錬、民間企業の新人研修、訪日外国人観光客への体験ツアーなどにも用いられる。また、テレビのバラエティ番組・情報番組にて芸能人やアナウンサー、国内外のユーチューバーらによって滝修行が現代人にも広く知られる。

## 方法
色々な方法があるが、大きく分けて激しく流れる水の下に行く場合と、周辺にたまっている水につかる場合がある。
危険を伴うため、修行体験や合宿へ申し込むなど、必ず経験者の指導の下で行うこと。
1. 着替えを行う。服は行衣と呼ばれる白装束がよく使われる。宗派により男子ふんどし、女子さらし滝着、空手着など。
2. 宗派により般若心経、真言、祝詞、など。法螺貝、錫杖、塩、酒などで清める。その他作法、準備運動を行う。
3. 滝に向かって礼を行う。
4. 気合を入れる、真言や経、祝詞を唱えながら、宗派によっては九字を切る。
5. 滝の前に進み、身を水につける（水行）。
6. 滝つぼに入り気合を入れる。はじめは冷たさや衝撃で苦しいがそれをこらえる。
7. 徐々に苦しさが消えてゆき水に打たれる感覚だけが残る。
8. 滝から出て体を拭き、身を暖める。

## 注意点
以下の場合は、実行を見合わせること。
- 高血圧
- 心臓病
- 不整脈
- 脊髄や首の疾患
- 膝、腰に問題がある場合（行路中に転倒するおそれがある。）
- てんかん
- 呼吸器系の持病
- 妊娠、もしくは妊娠の可能性がある場合
- 飲酒後
- その他健康状態に懸念がある場合や、体調不良の場合は、あらかじめ医師・主催者に要相談。

## 意義
- 滝という激しい水の中では雑念が湧く余裕すらなくなる。精神統一が行いやすい。
- 自然と向き合い自然と一体化する体験を得る。
- ストレス解消になる。
- 普通に強烈なマッサージをすると、発生した熱により筋肉を痛める可能性があるが、滝は冷やしながら行うので、マッサージ効果が高い。

## 主な修験道の地

### 北海道・東北
- 有明の滝（札幌市清田区）
- 御鈴大滝（青森県青森市）
- 不動滝（秋田県雄勝郡東成瀬村）
- 幣懸の滝（岩手県紫波郡矢巾町）
- 出羽三山神社（山形県鶴岡市）

### 関東・甲信越
- 復聚山東海寺（栃木県宇都宮市）
- 霧降の滝（栃木県日光市）
- 出流山満願寺（栃木県栃木市）
- 棚下不動滝（群馬県渋川市）
- 月待の滝（茨城県久慈郡大子町）
- 神龍山清龍寺不動院（埼玉県和光市）
- 九頭龍の滝/龍神の滝（東京都西多摩郡檜原村）
- 臼杵山真言宗天光寺（東京都西多摩郡檜原村）
- 高尾山 蛇滝（東京都八王子市）
- 武蔵御嶽神社（東京都青梅市）
- 夕日の滝（神奈川県南足柄市）
- 大乗院（神奈川県小田原市）
- 雄瀧辨天堂（山梨県南巨摩郡早川町）
- 白玉の滝（新潟市秋葉区）
- 善根の不動滝（新潟県柏崎市）
- 不動滝（長野県下伊那郡高森町）
- 清滝・新滝（長野県木曽郡王滝村）
- 米子瀧山不動寺（長野県須坂市）
- 仏法紹隆寺 （長野県諏訪市）

### 北陸・中部
- 大岩山 日石寺（富山県中新川郡上市町）
- 不動滝（石川県鹿島郡中能登町）
- 一乗滝（福井県福井市）
- 入日々滝（福井県丹生郡越前町）
- 愛鷹山 水神社（静岡県駿東郡長泉町）
- 油山寺（静岡県袋井市）
- 妙乗院（愛知県東海市）
- 天台宗不動院不動閣（岐阜県岐阜市）
- 阿弥陀ケ滝（岐阜県郡上市）
- 有久寺温泉 薬師堂（三重県北牟婁郡紀北町）
- 瑞巌寺 不動滝（三重県松阪市）
- 椿大神社（三重県鈴鹿市）
- 赤目四十八滝（三重県名張市）
- 川上山若宮八幡宮（三重県津市）
- 白瀧大明神（三重県鳥羽市）

### 関西
- 那智滝（和歌山県東牟婁郡那智勝浦町）
- 虚空蔵の滝（黒蔵の滝）（和歌山県有田郡有田川町）
- 空也の滝（京都市右京区）
- 熊野若王子神社（京都市左京区）
- 勝光寺（大阪府河内長野市）
- 信太森葛葉稲荷神社（大阪府和泉市）
- 清水寺玉出の滝（大阪市天王寺区）
- 神峯山寺（大阪府高槻市）
- 犬鳴山 行者の滝（大阪府泉佐野市）
- 千手院 院内庭園（奈良県生駒郡平群町）
- 桃尾の滝（奈良県天理市）
- 青葉の滝（奈良県宇陀市）
- 摩耶山 岩屋滝・不動滝（神戸市灘区）

### 中国・四国
- 龍泉寺（岡山県岡山市）
- 三徳山三佛寺（鳥取県東伯郡三朝町）
- 白糸の滝（広島県呉市）
- 成道山日光寺（広島県三次市）
- 献水の滝物語（広島市西区）
- 龍蔵寺（山口県山口市）
- 龍伏山二尊院（山口県長門市）
- 香園寺（愛媛県西条市）
- 極楽寺 不動ケ滝（愛媛県西条市）
- 石鎚神社 禊場（愛媛県西条市）
- 建治の滝（徳島県徳島市）
- 青龍寺（高知県土佐市）

### 九州・沖縄
- 不入道の滝（福岡県那珂川市）
- 篠栗四国八十八箇所（福岡県糟屋郡篠栗町）
- 清水の滝（佐賀県小城市）
- 有家川 一切経の滝（長崎県雲仙市）
- 長寿寺（熊本県熊本市）
- 不動山平等寺（熊本県熊本市）
- 東米良水車滝（宮崎県西都市）
- 真言宗金剛山高浄寺（鹿児島県鹿児島市）

## 宗教と滝行
- 光明念佛身語聖宗
- 一切宗
- 中山身語正宗
- 日本敬神崇祖自修団
- 新体道#天真自由滝行
- 錬脳塾
- 百日回峰行 (大峯)

## 関連メディア

### 書籍
- 『滝行―大自然の中、新しい自分と出会う』佐藤美知子著 コスモスライブラリー

### ビデオ
- 『天真流自由滝行』青木宏之

### ミュージックビデオ
- 『ああだのこうだの』 ゆゆうた&ずま （2023年）

### CM
- 『SPECIALZ』King Gnu（2023年）

## ギャラリー

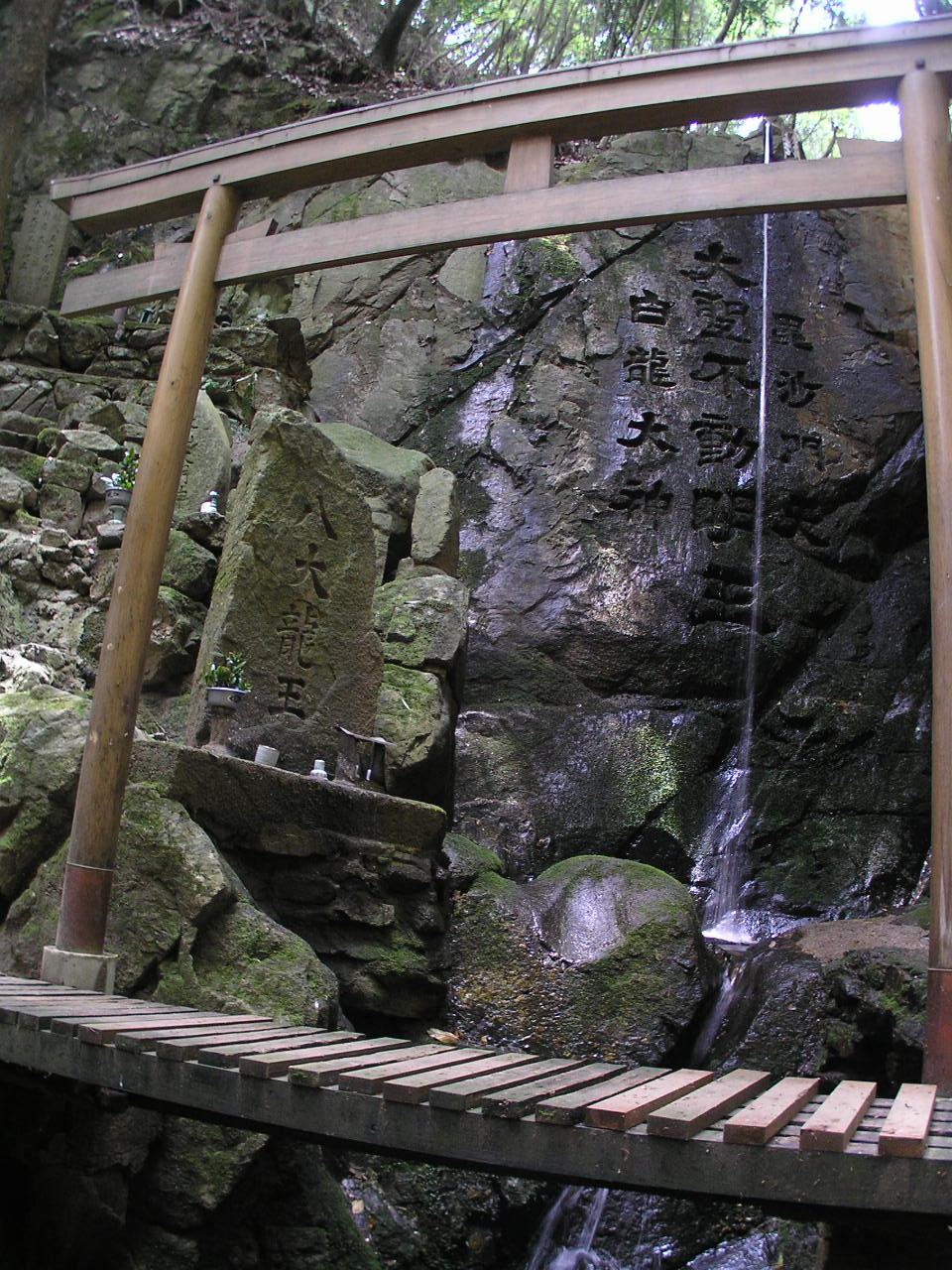
修験滝（神戸市・伊屋ヶ谷龍樹院）
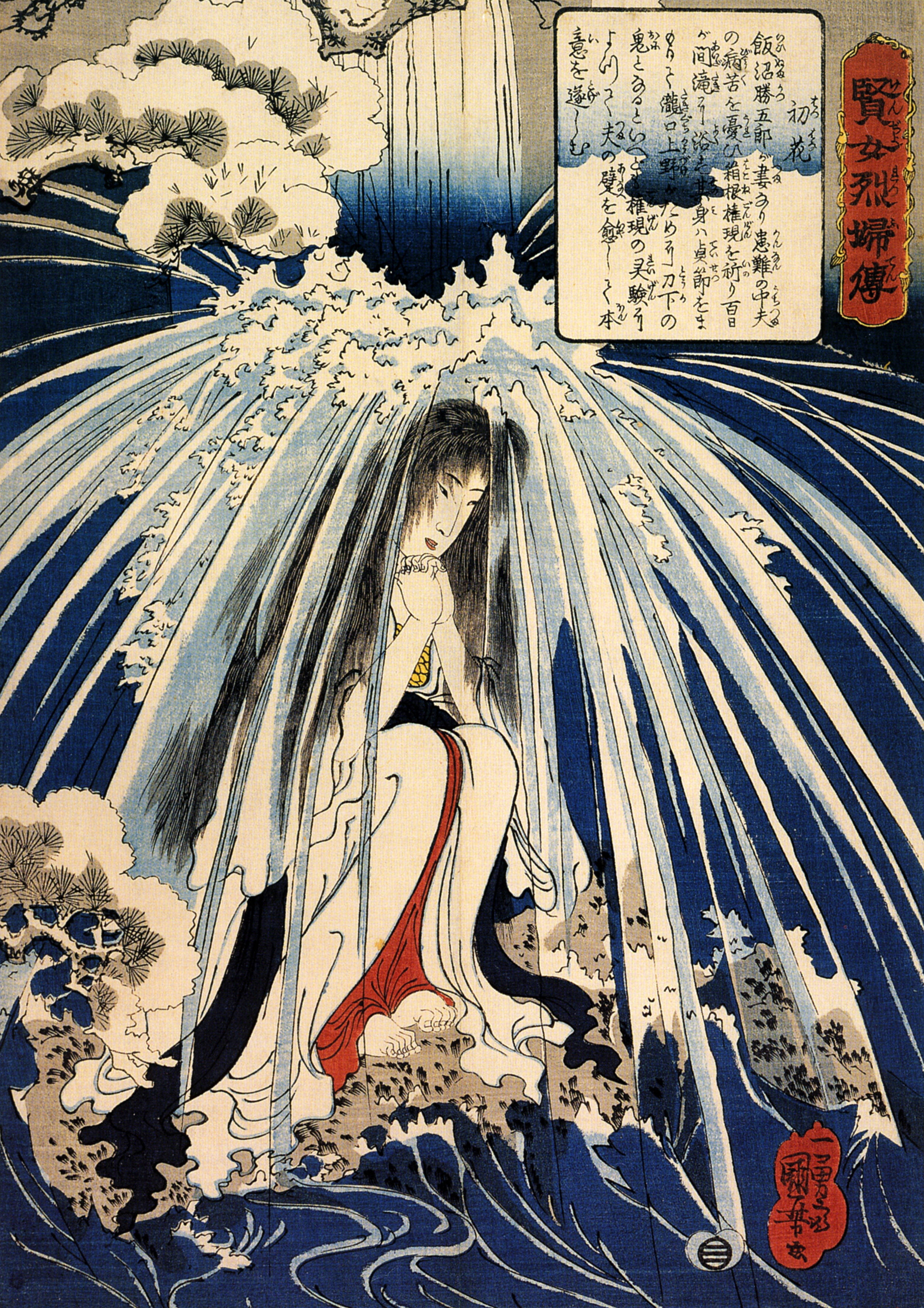
滝行で箱根権現に願掛けする初花